# Julien Airoldi
Pour les articles homonymes, voir Airoldi.
Julien Airoldi naît à Deluz, dans le Doubs, le 27 mai 1900 et meurt le 3 décembre 1974 à Saint-Genis-Laval. Membre du Parti communiste français, il est député du Rhône de 1945 à 1951 et conseiller général du Rhône de 1951 à 1970.

## Biographie
Issu d'une famille modeste, Julien Airoldi est l'avant-dernier de neuf enfants. Durant la Première Guerre mondiale, il est ouvrier dans une entreprise travaillant pour la Défense nationale. En 1924, il adhère au Parti communiste. Il est secrétaire du syndicat CGTU des métaux de Givors, responsable de l'une des premières cellules d'entreprise du Rhône et secrétaire du « rayon » de Givors. Bientôt, il se fixe à Oullins. En 1932, il suit les cours de l'École léniniste internationale de Moscou. De retour à Lyon, il remplace Waldeck Rochet à la tête de l'organisation régionale du Parti et joue un rôle important dans la réalisation du Front populaire à Lyon. En 1936, au VIIIe congrès du PCF, il devient membre de la Commission centrale de contrôle financier. Il est intégré au travail de la section d'aide aux brigades internationales mise sur pied par la direction du Parti. L'année suivante, il devient membre suppléant du Comité central. Dans le cadre de son travail d'aide à l'Espagne combattante, il entre en contact avec Jean Jérôme, en France et en Espagne. En 1939, il représente le PCF auprès de l'Internationale communiste (IC) à Moscou.
De retour à Lyon, Julien Airoldi est arrêté en octobre 1939 alors qu'il s'emploie à faire appliquer la nouvelle ligne de l'IC. D'abord détenu au fort du Paillet, il est transféré à la prison de Saint-Paul, puis condamné par le tribunal militaire de Montluc à deux ans de prison sous l'inculpation « d'intelligence et d'action au profit d'une puissance étrangère ». En septembre 1941 il est transféré au fort Barraux (Isère) où étaient détenus de nombreux communistes lyonnais, en novembre au camp de Saint-Sulpice-la-Pointe, dans le Tarn, puis au sanatorium de La Guiche, en Saône-et-Loire. De retour au camp de Saint-Sulpice, il s'évade et prend des responsabilités dans le Parti communiste clandestin à Toulon, puis à Marseille où il participe à la libération de la ville. En octobre 1944, il devient secrétaire de la fédération communiste du Rhône.
En 1945, il est élu député à la 1re Assemblée constituante et est réélu en 1946 à la 2e Assemblée constituante. Il est nommé membre de la Commission de la Constitution.
Aux élections de novembre 1946, il est réélu député et fait partie de la Commission de l'éducation nationale.
Le Xe Congrès l'élit membre titulaire du Comité central. Le XIe Congrès, à Strasbourg, le reconduit dans cette fonction. Toutefois, il fait l'objet d'une enquête de la Section des cadres et l'ancien responsable de la zone sud se voit demander un rapport sur Airoldi. Au XIIe Congrès, il n'est pas reconduit au Comité central et est chargé de suivre le développement du mouvement coopératif en France. Il quitte le secrétariat fédéral du Rhône en 1951.
Julien Airoldi est conseiller municipal de Lyon de 1945 à 1965 (maire-adjoint de 1945 à 1947), et conseiller général du Rhône de 1951 à 1970. Il milite jusqu'à sa mort dans sa cellule de la section de Gerland, à Lyon.

## Distinctions
- Médaille de la Résistance

### Sources
- P. Robrieux, Histoire intérieure du parti communiste. Biographies, Chronologie, Bibliographie, Fayard, 1984.
- « Julien Airoldi », La Documentation française, Dictionnaire des parlementaires français (1940-1958), 1988-2005 [détail des éditions]